# داینشتدت
داینشتدت (به آلمانی: Deinstedt) یک شهر در آلمان است که در Selsingen واقع شده‌است. داینشتدت ۶۹۷ نفر جمعیت دارد.